# Hymenancora lundbecki
Hymenancora lundbecki är en svampdjursart som beskrevs av Jörn Hentschel 1912. Hymenancora lundbecki ingår i släktet Hymenancora och familjen Myxillidae.
Artens utbredningsområde är havet kring Indonesien. Inga underarter finns listade i Catalogue of Life.